# 2022年5月逝世人物列表
2022年逝世人物列表：1月 - 2月 - 3月 - 4月 - 5月 - 6月 - 7月 - 8月 - 9月 - 10月 - 11月 - 12月
2022年5月逝世人物列表，是用于汇总2022年5月期间逝世人物的列表。

## 依日期排序

### 31日
- 徐大鈞，23歲，中華民國軍人，空軍少尉（追晉上尉[1]），駕駛AT-3教練機進行訓練時失事墜毀而殉職。[2]
- 克利什那庫馬爾·孔纳特（英语：KK (singer)），53歲，印度歌手。[3]
- 陳道明，66歲，台灣音樂人，替張信哲、伍思凱、柯以敏寫下無數經典歌曲。[4]
- 戴夫·史密斯（英語：Dave Smith），72岁，美国工程师及音乐家，“MIDI之父”。[5]
- 俞胶东，75岁，中国政治人物，中共江苏省委党史工作办公室原主任。[6]
- 埃格伯特·希施费尔德（德語：Egbert Hirschfelder），79岁，德国赛艇运动员。[7]
- 李松海，80岁，中国足球守门员教练。[8]
- 安秉萬（韓語：안병만），81岁，韩国政治人物，教育科学技术部长官（2008年－2010年）。[9]
- 傅秉耀，81歲，中國人民解放軍將領，曾任原成都軍區司令員。[10]
- 王哲荣，86岁，中国坦克车辆设计专家，中国工程院院士，99式主战坦克副总设计师。[11]
- 傅知白，86岁，中国文学家，南京大学文学院副教授。[12]
- 王著谦，93岁，中国政治人物，全国人大常委会法制工作委员会原副秘书长。[13]
- 馬登夫人（英語：Mrs Anne Marden），96歲，香港社會義工服務先驅兼慈善家，已故英資洋行會德豐大班約翰·馬登的遺孀。[14]

### 30日
- 克雷格·法雷尔（英语：Craig Farrell (footballer)），39岁，英格兰足球运动员。[15]
- 袁培煌，91歲，中國建築家。[16]
- 鲍里斯·帕霍尔，108岁，意大利斯洛文尼亚族作家，纳粹集中营幸存者。[17]

### 29日
- 西杜·穆斯瓦拉（英语：Sidhu Moose Wala），印地語：，28岁，印度歌手。[18]
- 钱桂生，76岁，中国呼吸医学专家，陆军军医大学第二附属医院全军呼吸内科研究所原所长。[19]
- ，86歲，11屆英國冠軍騎師，被譽為「英國之寶」。
- 马金凤，99岁，中國豫剧演員，豫剧五大名旦之一。[20]

### 28日
- 布亞爾·尼沙尼，55岁，阿爾巴尼亞政治人物，第6任總統，死於COVID-19并发症。[21]
- 埃瓦里斯托·卡瓦略（葡萄牙語：Evaristo Carvalho），80歲，聖多美普林西比政治人物，前總統。[22]
- 鄭天佐，87岁，台灣物理學家，中央研究院第19屆院士。[23]
- 周传仁，92岁，中国新闻工作者，湖北日报社原社长。[24]
- 吳甲選，94歲，中國政治人物、外交官。[25]

### 27日
- 李新创，57岁，中国政治人物，中国钢铁工业协会副会长。[26]
- 廉振华，70岁，中國影視製片人。[27]
- 方克定，89岁，中国政治人物，原国家行政学院教育长。[28]
- 龚读纶，89岁，中国政治人物，四川省人民检察院原检察长。[29]
- 安杰洛·索达诺（義大利語：Angelo Sodano），94岁，意大利天主教主教级枢机，枢机团荣休团长，梵蒂岡教廷前國務卿，死於COVID-19并发症。[30]
- 迈克尔·塞拉（英語：Michael Sela），98岁，波兰裔以色列免疫学家。[31]
- 海田，101岁，中国政治人物，曾任西泠印社（办公室）副主任。[32]

### 26日
- 李臬，58歲，韓國演員，食道癌逝世。[33]
- 雷·利奥塔（英語：Ray Liotta），67岁，美国演员，代表作《四海好傢伙》，罪恶都市主角汤米·维赛迪之配音员及建模参考对象。[34]
- 安德鲁·怀利（英語：Andrew Wyllie），77岁，英国病理学家。[35]
- 张凤铸，86歲，中國影視理論家、教育家。[36]
- 邹厚本，87歲，中國考古學家。[37]
- 安迪·弗萊徹（英语：Andy Fletcher (musician)），61歲，樂團「流行尖端」成員。

### 25日
- 庫明，21歲，本名「李瑟雨」，南韓網紅。[38]
- 葛西敬之，81歲，日本企業人物，東海旅客鐵道有限公司名譽會長。死於間質性肺炎。[39]
- 吕长新，84岁，中国篮球教练员，原国家女篮主教练。[40]
- 匡同文，86岁，中国政治人物，胶州市政协原副主席。[41]
- 巫吉英，98岁，中國人，南京大屠杀幸存者。[42]
- 徐人心，102歲，廣州及香港粵劇名伶、電影演員。[43]

### 24日
- 陳亮達，20歲，台灣殘疾人游泳運動員，帕運國手，死於車禍。[44]
- 大卫·达图纳（英语：David Datuna），48歲，格鲁吉亚裔美國藝術家，死于肺癌。[45]
- 托马斯·于尔斯鲁德（英语：Thomas Ulsrud），50歲，挪威冰壺運動員，奧運銀牌得主（2010年），死於癌症。[46]
- 陸永茂，63歲，台灣棒球教練，曾任台東縣南王國小少棒隊與宜蘭縣中道中學青棒隊的總教練。經法醫相驗後，死因疑似與心臟有關。[47]
- 林建法，71岁，中国作家，《当代作家评论》主编。[48]
- 王瑞刚，74岁，中国政治人物，中国机械工程学会原副秘书长。[49]

### 23日
- 沈庆，52歲，中國民謠音樂人，死於车祸。[50]
- 田口富久治（日語：田口 富久治），91岁，日本政治学家，名古屋大学名誉教授。[51]
- 武者小路公秀（日語：武者小路 公秀），92岁，日本国际政治学者，联合国大学副校长（1976年－1989年）。[52]

### 22日
- 卡納馬特·博塔舍夫（俄語：Канамат Боташев），63歲，退役俄羅斯空軍少將，戰死。[53]
- 周晚田，74岁，中国教育工作者，湖南师范大学原副校级督导。[54]
- 約翰·M·梅里曼（英語：John Mustard Merriman），75歲，美國歷史學家，法國史專家。[55]
- 石井隆（日語：石井 隆），75岁，日本电影导演。[56]
- 高曉宇，83歲，中國天體物理學家、政治人物。[57]
- 胡笑云，87岁，中国政治人物，原武警黄金指挥部政委。[58]
- 黛芙拉·墨菲（英語：Dervla Murphy），90歲，愛爾蘭作家。[59]
- 丹斯里丘思東，91歲，馬來西亞錫礦家、前國會議員，慈善家。[60]
- 李樔槦，95歲，台灣政治人物，台北縣第四、五屆議員（1958-1964年），演員李國毅祖父。[61]
- 罗德里戈·洛萨诺·德拉富恩特（西班牙語：Rodrigo Lozano de la Fuente），101岁，西班牙政治人物，参议院议员（1977年－1979年）。[62]

### 21日
- 罗斯玛丽·雷德福·路德（英語：Rosemary Radford Ruether），85岁，美国女性主义神学家。[63]
- 王志沖，86歲，中國翻譯家、作家。[64]
- 袁世民，87岁，中国政治人物，原河南省粮食厅厅长。[65]
- 任冰兒，90歲，香港粵劇名伶。[66]
- 科林·坎特韦尔（英語：Colin Cantwell），90岁，美国概念艺术家，曾参与《2001太空漫游》和《星球大战》系列的美术设计。[67]
- 谭德本，103岁，中国人民解放军战斗英雄，开国大校，宁夏老红军。[68]

### 20日
- 刘文耀，82岁，中国书画家，西宁澹墨轩书画社社长。[69]

### 19日
- 洪偉珠，74歲，台灣電影發行人，時尚教父洪偉明的姊姊，2019冠状病毒病病逝。[70]
- 施祖祥，76歲，香港政務官，憲制事務司（1991年－1994年）、香港貿易發展局總裁（1996年－2004年），病逝。[71]
- 安东尼奥·费尔南德斯-拉尼亚达（西班牙語：Antonio Fernández-Rañada），82岁，西班牙物理学家。[72]
- 甄供，85歲，馬來西亞文人，曾任星洲日報文藝春秋主編、文學季刊嚼火主編。[73]
- 玄哲海，87歲，朝鮮人民軍元帥。[74]
- 黃文虎，95歲，中國機械動力學專家，中国工程院院士。[75]
- 張守儀，99歲，中國建筑与规划教育家。[76]

### 18日
- 李銳奮，60歲，澳門攝影家，病逝。[77]
- 旺扎瓦威伊布拉欣，75歲，马来西亚学者，社会运动家、作曲家。[78]
- 良山兄，82歲，本名陳合山，臺灣歌手、廣播節目主持人，歌手陳思安的父親，第53屆廣播金鐘獎特別貢獻獎得主。[79]
- 鄭采君，92歲，中國越剧演員。[80]

### 17日
- 范吉利斯（希臘語：Βαγγέλης），79歲，希臘音樂家，代表作《火戰車》（Chariots of Fire）電影配樂。[81]
- 歐陽甲仁，79歲，中國京劇演員。[82]
- 王东满，81岁，中国作家、诗人、书法家。[83]
- 安东尼奥·奥维耶多（西班牙語：Antonio Oviedo），83岁，西班牙足球运动员。[84]
- 李大年，94歲，中國神經學家。[85]
- 蔡益燕，95歲，中國建筑钢结构专家。[86]
- 丁來赫（韓語：정래혁），96岁，韩国政治人物，国会议长（1981年－1983年）。[87]
- 今泉正隆（日語：今泉 正隆），96岁，日本政治人物，警视总监（1980年－1982年）。[88]

### 16日
- 趙長貴，54歲，中國古典吉他演奏家。[89]
- 冯健身，69岁，中华人民共和国政治人物，第十三届全国政协委员。[90]
- 夏训诚，88歲，中國科學家，中国科学院兰州沙漠研究所原所长，中国科学院新疆生态与地理研究所研究员。[91]

### 15日
- 鄭達志（英語：John Cheng），52歲，美籍臺裔醫師，專長於運動醫學，在南加州教會槍擊案中彈身亡。[92]
- 高貴男（韓語：고귀남），88岁，韩国政治人物，国会议员（1978年－1988年）。[93]

### 14日
- 河村亮，54歲，日本體育主播，腦溢血逝世。[94]
- 孫彥莊，57岁，馬來西亞作家、《红樓夢》馬來文版翻譯者。馬國兒童文學家馬漢之女，鼻咽癌病逝。[95][96]

### 13日
- 哈利法·本·扎耶德·阿勒纳哈扬（阿拉伯語：خليفة بن زايد بن سلطان آل نهيان），73岁，阿拉伯联合酋长国政治人物，第2任总统、阿布扎比酋长国谢赫。[97]
- 熊崎勝彥（日語：熊崎 勝彦），80岁，日本政治人物，职业棒球联赛专员（2014年－2017年）。[98]
- 赵光鳌，83岁，中国酿酒专家，原江南大学生物工程学院院长。[99]
- 王金宝，85岁，中国相声表演者。[100]
- 特蕾莎·布干萨（西班牙語：Teresa Berganza），89岁，西班牙女中音歌手。[101]
- 洛桑旺堆，91岁，中国政治人物，西藏自治区政协原专职常委。[102]
- 李薔華，93歲，中國京劇演員，國家級非物質文化遺產代表性傳承人。[103]
- 本·莫特森（英語：Ben Mottelson），95岁，丹麦籍美国物理学家，诺贝尔物理学奖得主（1975年）。[104]
- 杨亨燮（韓語：양형섭），96岁，朝鲜党和国家领导人，曾任朝鲜最高人民会议常设会议议长、常任委员会副委员长。[105]

### 12日
- 任德川，80歲，中國京劇演員。[106]
- 具滋學（韓語：구자학），92歲，韓國企業人物，食品企业爱味弘（OURHOME）会长，已故LG集团创始人具仁会次子。[107]
- 林榆，101歲，中國粤剧编导、广东粤剧院原副院长。[108]

### 11日
- 夏琳·阿克利赫（阿拉伯語：شيرين أبو عاقلة），51歲，資深美籍巴勒斯坦裔記者，任職半島電視臺阿拉伯語頻道。採訪傑寧難民營時遭以色列國防軍襲擊身亡。[109]
- 森姆·巴茲爾（英语：Sam Basil），52歲，巴布亞新畿內亞政治人物，副總理兼國會議員，死於交通意外。[110]
- 上島龍兵，61歲，日本資深男星、搞笑團體鴕鳥俱樂部成員，自縊身亡。[111]
- 保罗·金斯伯格（英語：Paul Ginsborg），76岁，英国历史学家，佛罗伦萨大学教授。[112]
- 拿督沙烈布昂，81歲，馬來西亞法學家。[113]
- 文力，89岁，中国政治人物，宁夏回族自治区人大常委会原副主任。[114]
- 爱德华·阿内特（英語：Edward Arnett），99岁，美国化学家，杜克大学教授。[115]

### 10日
- 武俊維，58歲，中國天主教主教，絳州宗座監牧區宗座監牧，因急性心梗去世。[116][117]
- 郭安迪，60歲，香港魔術師，台灣魔術先驅，肺腺癌病逝。[118]
- 鲍勃·拉尼尔（英語：Bob Lanier），73岁，美国篮球运动员。[119]
- 袁少海，77岁，中国京剧演員。[120]
- 列昂尼德·克拉夫丘克（烏克蘭語：Леонід Кравчук），88歲，烏克蘭政治人物，首任总统，病逝。[121]
- 汉斯-彼得·伯姆（德語：Hanns-Peter Boehm），94岁，德国化学家，慕尼黑大学荣誉教授。[122]
- 袁哲俊，95岁，中国机械工程专家，哈尔滨工业大学教授。[123]
- 王惠芬，96歲，中國藝術家。[124]

### 9日
- 阿德里安·佩恩（英语：Adreian Payne），31歲，美國籃球運動員，枪击身亡。[125]
- 野島稔（日語：野島 稔），76歲，日本鋼琴家，東京音樂大學校長。[126]
- 约翰·亨利·科茨（英語：John Henry Coates），77岁，澳大利亚数学家，剑桥大学伊曼纽尔学院荣誉教授。[127]
- 鄭斯林，82歲，中國政治人物，原劳动和社会保障部部长、党组书记。[128]
- 脫線，88歲，本名陳炳楠，台灣演員，猝逝。[129]
- 秦怡，100岁，中国电影演員。[130]
- 小玉理惠子，59歲，遊戲創作者，SEGA 元老。[131]

### 8日
- 米歇尔·热尔韦（法語：Michel Gervais），78岁，加拿大教育工作者，拉瓦尔大学校长（1987年－1997年）。[132]
- 弗莱德·沃德（英語：Fred Ward），79歲，美國演員。[133]
- 金芝河（韓語：김지하），81歲，韓國詩人，曾因参与1974年“民青学联事件”被捕入狱，家中病逝。[134]
- 莊巧生，105歲，中國遺傳育種學家，中国科学院院士。[135]

### 7日
- 姜受延（韓語：강수연），55歲，韓國女演員。死於腦出血。[136]
- 阿马杜·苏马霍罗（法語：Amadou Soumahoro），68岁，科特迪瓦政治人物，国民议会议长（2019年起）。[137]
- 胡台麗，72歲，台灣人類學家、紀錄片導演、中央研究院民族學研究所兼任研究員。[138]
- 杰克·科勒尔（英語：Jack Kehler），75歲，美國演員。[139]
- 保罗·梅拉尔斯（英語：Paul Mellars），82岁，英国考古学家。[140]
- 刘子枫，83歲，中國演員。[141]
- 吴天球，87岁，中国歌唱家、声乐教育家，中央音乐学院声歌系教授。[142]
- 尤里·阿维尔巴赫（俄語：Юрий Авербах），100岁，俄罗斯国际象棋特级大师。[143]
- 瑟柏拉，107岁，马来西亚浮罗交怡杜巴岛最年长人瑞，因其长寿和曾与马来西亚前首相马哈迪·莫哈末多次见面而闻名。[144]

### 6日
- 喬治·佩雷斯（英语：George Pérez），67歲，美國漫畫家，死於胰腺癌併發症。[145]
- 迈克·哈格蒂（英语：Mike Hagerty），67歲，美國演員，代表作《老友记》（Friends）。（讣闻公开日期）[146]
- 派翠西亞·麥奇莉普（英語：Patricia McKillip），74岁，美国作家。[147]
- 黃石城，86歲，台灣政治人物，曾任彰化縣長、行政院政務委員、中央選舉委員會主委。[148]
- 韓英傑，92歲，中國財政學家，中国人民大学财政金融学院教授。[149]
- 孙子甫，98岁，中国政治人物，绍兴市人大常委会原副主任，第七届全国人大代表。[150]

### 5日
- 罗纳德·洛帕特尼，77岁，克罗地亚水球运动员。[151]
- 莱奥·维尔登（德語：Leo Wilden），85岁，德国足球运动员。[152]
- 趙冠謙，92歲，中國建築師，全国工程勘察设计大师、中国建筑设计研究院有限公司顾问总建筑师。[153]
- 王天保，95岁，中国人民解放军空軍飞行员，东海舰队航空兵部队前司令员、志愿军空战英雄。[154]
- 何塞·曼努埃尔·利亚尼奥·弗洛雷斯（西班牙語：José Manuel Liaño Flores），100岁，西班牙政治人物，拉科鲁尼亚市长（1976年－1979年）。[155]

### 4日
- 拉利·帕尔蒂宁（芬蘭語：Lalli Partinen），80岁，芬兰冰球运动员，曾参与1968年冬奥会，死于COVID-19。[156]
- 沃劳什迪·盖佐（英语：Géza Varasdi），94岁，匈牙利田径运动员，奥运铜牌得主（1952年）。[157]（讣告发布日期）
- 陈瑛，103岁，中国政治人物，原江苏省卫生厅副厅长，王必成夫人。[158]

### 3日
- 凱莉亞·波西（英語：Kailia Posey），16歲，美國網紅，《小小選美皇后》迷因女孩。[159]
- 于志刚，49岁，中国法学家，中国政法大学副校长（2015年－2018年）。[160]
- 渡邊裕之（日語：渡辺 裕之），66歲，日本演員。（遺體發現日）[161]
- 哈维尔·巴雷罗（西班牙語：Javier Barrero），72岁，西班牙政治人物，众议院议员（1982年－2016年）。[162]
- 陳文詩，74歲，中國節目製作人。[163]
- 米耶克·維查亞，82岁，印度尼西亞女演員。[164]
- 斯坦尼斯拉夫·舒什克维奇，87岁，白俄罗斯政治人物、科学家，前白俄罗斯最高苏维埃主席，死于COVID-19并发症。[165]
- 蔡崇语，87歲，新加坡政治人物，前国会议员、教育部高级政务部长。[166]
- 托尼·布鲁克斯（英語：Tony Brooks），90歲，英國賽車手。[167]
- 諾曼·峰田（英語：Norman Mineta），90歲，日裔美國政治人物，曾任聯邦眾議員、商務部長、運輸部長，首位東亞裔美國聯邦政府閣員。[168]

### 2日
- 叶定友，81岁，中国固体火箭发动机领域专家，中国航天科技集团有限公司第四研究院原院长。[169]
- 约瑟夫·拉兹（希伯來語：יוסף רז），83岁，以色列法学家。[170]
- 詹姆斯·文森特·斯坦顿（英語：James Vincent Stanton），90岁，美国政治人物，众议院议员（1971年－1977年）。[171]
- 谢辰生，99岁，中国文物保护专家，中国文物学会名誉会长。[172]
- 拿督李劍橋，99歲，馬來西亞名門，敦李孝式爵士之子，前政治人物。[173]

### 1日
- 文政，55岁，中国政治人物，深圳市财政局原副局长。[174]
- 吳貴臨，59岁，中華民國象棋棋手。有「台灣棋王」稱號，台灣唯一九段棋手，死於前列腺癌擴散。[175]
- 曾秀好，62岁，香港政治人物，離島區坪洲及喜灵洲區議員（2014年－2022年），燒炭自殺身亡。[176]
- 多米尼克·勒古（法語：Dominique Lecourt），78岁，法国哲学家。[177]
- 伊维察·奥西姆，80岁，波黑足球教练。[178]
- 里卡多·阿拉尔孔（西班牙語：Ricardo Alarcón），84岁，古巴政治人物，前外长（1992年－1993年）、全国人大主席（1993年－2013年）。[179]
- 雷·弗里曼（英語：Ray Freeman），90岁，英国化学家。[180]
- 冯则义，91岁，中国画家，江苏省美术家协会会员。[181]
- 金養珠，98歲，韓國慰安婦。[182]
- 宮本卓也，38岁，日本足球員。[183]